# Lago Flacher
El lago Flacher (en alemán: Flachersee) es un lago situado en el distrito de Llanura Lacustre Mecklemburguesa, en el estado de Mecklemburgo-Pomerania Occidental (Alemania), a una altitud de 64.5 metros; tiene un área de 130 hectáreas.